# Mohammed Abo Sandah
Mohammed Abo Sandah (محمد أبو سندة) (sinh ngày 20 tháng 6 năm 1995) là một cầu thủ bóng đá Các Tiểu vương quốc Ả Rập Thống nhất. Hiện tại anh thi đấu cho Al Ain.